# 1980 en Italie
Chronologie de l'Italie
- 1976
- 1977
- 1978
- 1979
- 1980
- 1981
- 1982
- 1983
- 1984

1978 en Europe - 1979 en Europe - 1980 en Europe - 1981 en Europe - 1982 en Europe

## Événements
- 6 janvier : le Président de la Région sicilienne Piersanti Mattarella est assassiné par la mafia à Palerme[1].

- 10 février : Carlo Maria Martini devient archevêque de Milan, en remplacement de Giovanni Colombo[2].
- 15 - 20 février : congrès de la Démocratie chrétienne à Rome ; la majorité s’oppose à la participation des communistes au gouvernement[3].
- 12 février : Vittorio Bachelet est assassiné par les Brigades rouges à l'université de Rome[4].
- 19 février : Patrizio Peci (it), chef de la colonne turinoise des brigadistes, est arrêté[5].

- 19 mars :
  - les socialistes lui ayant retiré leur appui, Francesco Cossiga démissionne[6].
  - le juge Guido Galli est assassiné par des terroristes du groupe Prima Linea au sein de l'Université de Milan[7].
- 23 mars : révélation du totonero, scandale des matchs arrangés et des paris clandestins sur le football italien ; il entraîne la suspension de 35 joueurs (dont l'international Paolo Rossi) et la rétrogradation de quatre clubs (dont le Lazio et le Milan AC)[8].

- 1er avril : Patrizio Peci décide de se repentir et livre de nombreux renseignements[5].
- 4 avril : Francesco Cossiga forme un nouveau gouvernement après avoir obtenu à nouveau l'adhésion des socialistes[6].
- 28 avril : évasion d'une prison de Milan, la carcere San Vittore, d'un ex-membre des Brigades rouges (Corrado Alunni (it)) et de 15 autres détenus dont le criminel Renato Vallanzasca[9].

- 28 mai : un commando terroriste de la Brigata XXVIII marzo tue le journaliste du Corriere della Sera Walter Tobagi à Milan[10].

- 8 juin : élections régionales dans les Abruzzes[11].

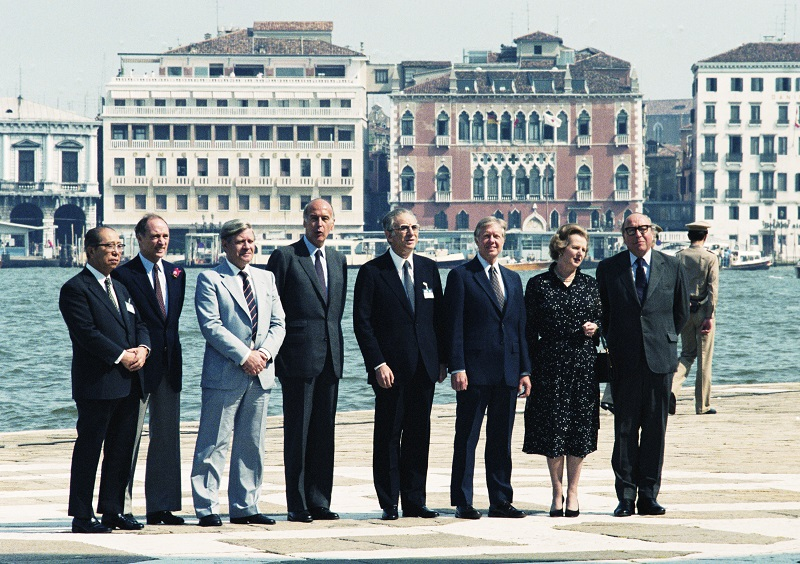
G-7 à Venise.

- 22-23 juin : sommet du G7 à Venise[12].
- 27 juin :
  - tragédie d'Ustica ; explosion en plein vol d'un DC-9 ; quatre-vingt-une personnes sont tuées[13].
  - Bob Marley joue devant près de 100 000 personnes au Stade San Siro à Milan. Il attire plus de monde que le pape la semaine précédente[14].

- 2 août :

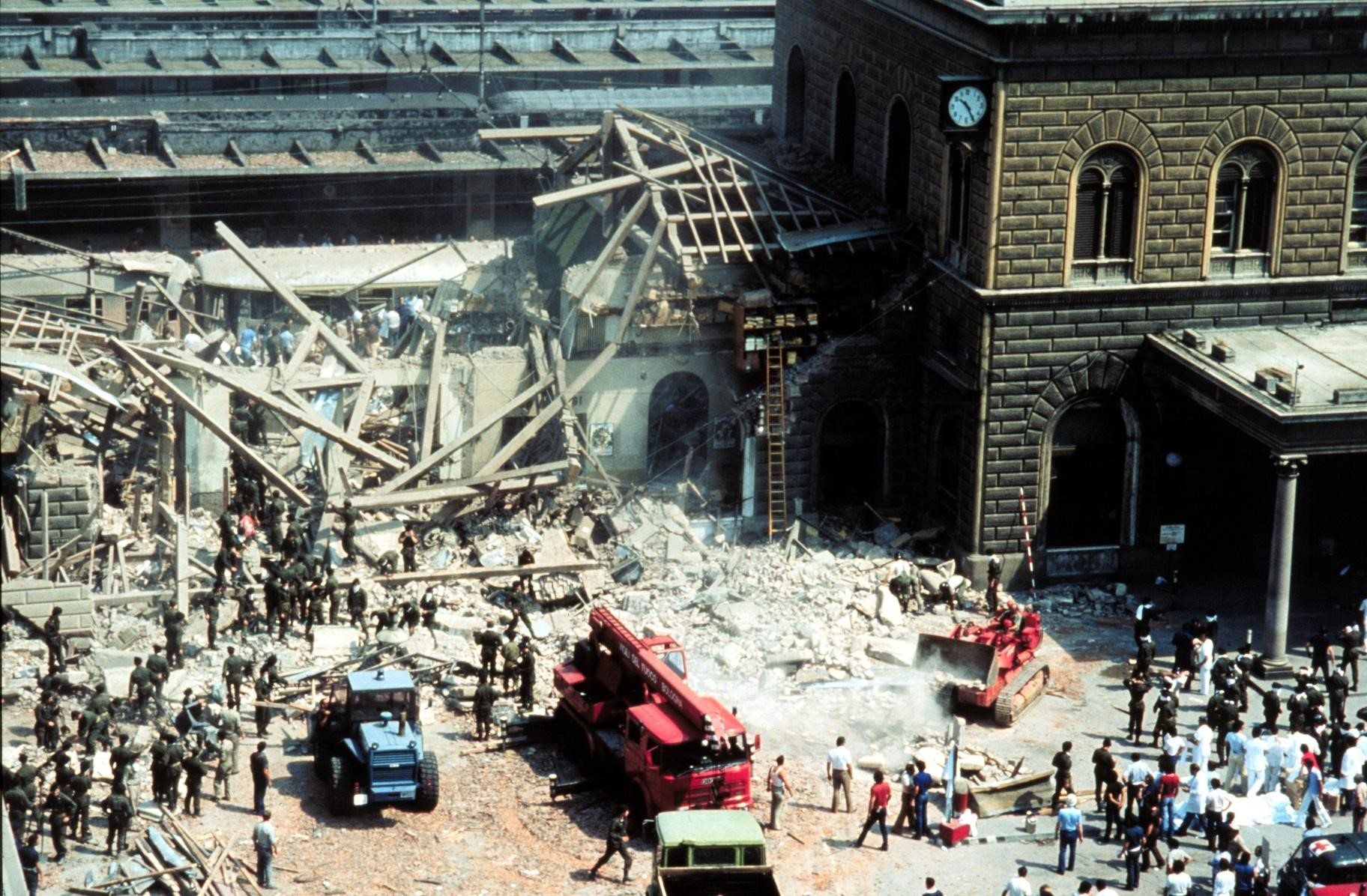
2 août : attentat de la gare de Bologne.

  - attentat de la gare de Bologne. Une bombe laissée dans la salle d'attente de la gare explose et tue 85 personnes et en blesse 177[15]. L'enquête montre assez rapidement l’implication de groupuscules d'extrême droite dans l'attentat.
  - le président du Conseil Francesco Cossigna déclare devant le Sénat au sujet de l'attentat : « Contrairement au terrorisme de gauche, qui veut frapper le cœur de l'État et atteindre ses représentants, le terrorisme noir préfère commettre le massacre car il favorise la panique et les réactions impulsives »[16].

- 5 septembre : ouverture du tunnel routier du Saint-Gothard[17].
- 28 septembre : Francesco Cossiga démissionne[6].
- 30 septembre : Canale 5 deviens la première chaîne privée de télévision, propriété de Silvio Berlusconi[18].

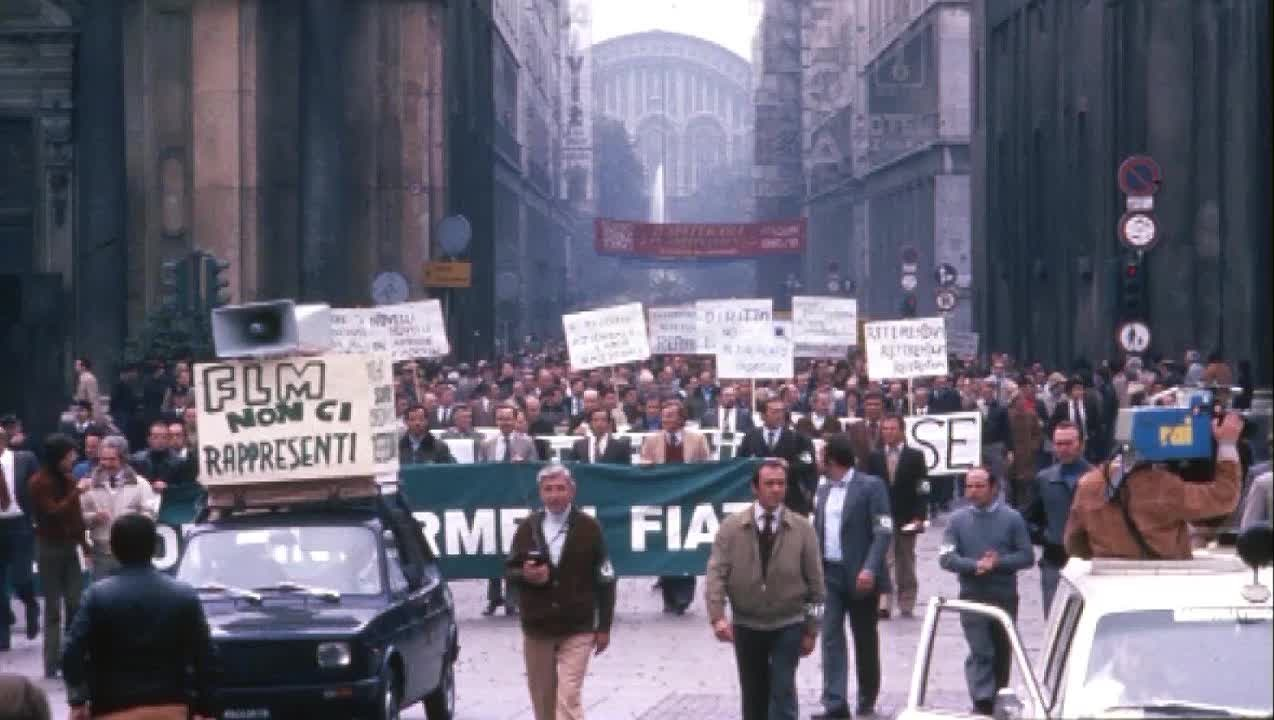
Marche des quarante mille à Turin.

- 14 octobre : marche des quarante mille, manifestation antisyndicale à Turin des cadres de Fiat, qui met fin à un long conflit. Un accord est signé le lendemain entre les syndicats et la direction qui crée une caisse de travail à temps partiel pour 23 000 ouvriers[19].
- 18 octobre : le démocrate-chrétien Arnaldo Forlani forme un nouveau gouvernement de coalition sans la participation des libéraux[6].
- 31 octobre : découverte des corps d'un couple d'homosexuels assassinés à Giarre[20].

- 23 novembre : un tremblement de terre de magnitude 6,8 fait 5 000 victimes en Italie du Sud. C'est le tremblement de terre de l'Irpinia[21].
- 28 novembre : Enrico Berlinguer annonce la nouvelle ligne du PCI ; la solution d’alternative démocratique, soit l’alliance avec le PSI contre la DC[21].

## Économie
- 8,4 % de la population active est au chômage. Quasi-équilibre de la balance commerciale. 20 % d’inflation. Entre 1979 et 1980, le PNB croit de 10 %, les investissements de 30 %, la consommation intérieure de 13 % mais ces résultats ont été payés en termes de déficit extérieur (7,7 % du PIB) et d’inflation selon le gouverneur de la Banque d'Italie, Carlo Azeglio Ciampi. Le niveau élevé des dépenses publiques (qui atteignent 46 % du PIB) cumulé à une faible pression fiscale (33 %) creusent le déficit public et aggravent dangereusement le niveau de la dette.
- L'année 1980 est la plus sanglante des années de plomb avec 125 morts et près de 2 000 blessés.

## Culture
- 16 février-13 avril : L'altra metà dell'avanguardia 1910-1940 exposition d'art contemporain entièrement consacrée à des femmes artistes.

### Cinéma
- 26 juillet : 25e cérémonie des David di Donatello.

#### Films italiens sortis en 1980
- 7 février : Cannibal Holocaust, de Ruggero Deodato.
- 28 mars : La Cité des femmes, film de Federico Fellini
- 23 décembre : Mi faccio la barca film de Sergio Corbucci

#### Mostra de Venise
- Lion d'or : Atlantic City de Louis Malle et Gloria de John Cassavetes.
- Coupe Volpi pour la meilleure interprétation féminine : non décerné
- Coupe Volpi pour la meilleure interprétation masculine : non décerné

### Littérature

#### Livres parus en 1980
- Il nome della rosa (Le Nom de la rose), d'Umberto Eco traduction française : Grasset, 1982 - (Prix Strega, Prix Médicis étranger)
- Vita breve di Katherine Mansfield, de Pietro Citati (prix Bagutta) ;

#### Prix et récompenses
- Prix Strega : Vittorio Gorresio, La vita ingenua (Rizzoli)
- Prix Bagutta : Giovanni Macchia, L'angelo della notte, (Rizzoli)
- Prix Campiello : Giovanni Arpino, Il fratello italiano
- Prix Napoli : Nerino Rossi (it), Melanzio, (Marsilio)
- Prix Stresa : Carlo Della Corte, Grida dal Palazzo d'Inverno, (Mondadori)
- Prix Viareggio : Stefano Terra, Le porte di ferro

## Naissances en 1980
- 8 janvier : Lucia Recchia, skieuse.
- 12 juin : Marco Bortolami, joueur de rugby.
- 20 juin : Carlo Festuccia, joueur de rugby.
- 14 août : David Dal Maso, joueur de rugby.

## Décès en 1980
- 9 janvier : Gaetano Belloni, 97 ans, coureur cycliste, vainqueur du Tour d'Italie 1920. (° 26 août 1892)
- 8 février : Francesco Zucchetti, 77 ans, coureur cycliste sur piste, champion olympique de poursuite par équipes aux Jeux olympiques de 1924 à Paris. (° 14 avril 1902)
- 5 juin : Giorgio Amendola, 73 ans, écrivain et homme politique, député pour le Parti communiste italien de 1948 jusqu'à sa mort en 1980. (° 21 novembre 1907)
- 15 juin : Sergio Pignedoli, 70 ans, cardinal de la curie romaine (° 4 juin 1910)
- 14 août : Diego Fabbri, 69 ans, acteur, dramaturge et scénariste. (° 2 juillet 1911)
- 10 octobre : Carlo Annovazzi, 55 ans, footballeur. (° 24 mai 1925)
- 7 novembre : Emilio Cigoli, 70 ans, acteur. (° 18 novembre 1909)